# Дубинина, Ирина Сергеевна
Ирина Сергеевна Дубинина (28 ноября 1923, Воронеж, Воронежская губерния, РСФСР, СССР — 12 января 2021, Казань, Республика Татарстан, Российская Федерация) — советская и российская пианистка, музыкальный педагог.

## Биография
Ирина Сергеевна Дубинина родилась 28 ноября 1923 года в Воронеже.
Окончила Воронежскую детскую музыкальную школу № 1 (класс О. Р. Кунаковой). В 1940 году окончила Воронежское музыкальное училище (класс В. И. Бобровского), после чего уехала в Москву и поступила в Московскую государственную консерваторию имени П. И. Чайковского. После начала Великой Отечественной войны вернулась к родителям и младшему брату в Воронеж, однако вскоре им пришлось под немецкими бомбёжками бежать в Саратов, куда была эвакуирована консерватория. Отец был призван на фронт, откуда вернулся с ранением. Затем родители Дубининой вернулись в Воронеж, а сама она — обратно в Москву, доучиваться. В 1942 году возобновила учёбу. В 1947 году окончила Московскую государственную консерваторию имени П. И. Чайковского (класс Я. И. Зака), а в 1950 году — там же исполнительскую аспирантуру (руководитель — Л. Н. Оборин). Слушалась Г. А. Нейгаузом, а после получения образования ей было предложено стать ассистентом Э. Г. Гилельса, а также Зака; тем не менее, чтобы обеспечить семью, Дубинина уехала на работу в Казань, где получила квартиру и воссоединилась с родителями и братом.
В 1951 году начала работать в Казанской государственной консерватории (в дальнейшем — имени Н. Г. Жиганова). В 1952 году получила учёную степень кандидата искусствоведения, а в 1973 году — учёное звание профессора. Более 30 лет с перерывами была заведующей кафедрой специального фортепиано (1953—1955 гг., 1971—1992 гг.), а также являлась преподавателем Средней специальной музыкальной школы при консерватории (1960—1995 гг.). Как пианистка состояла в литературно-музыкальном лектории при филармонии, занимаясь пропагандой музыкального искусства вообще и татарского в частности среди студенческой молодёжи и юношества. Музыкальной педагогике отдала 70 лет, будучи одной из старейших профессоров Казанской консерватории; называлась «истинной патриоткой» консерватории, которая была её единственным местом работы.
За годы работы Дубинина, по выражению Г. М. Кантора, полностью «растворилась» в педагогической и исполнительской деятельности, будучи «играющим педагогом». Она активно выступала, дав более 100 сольных концертов, а также в составе камерно-ассамблевых программ. Исполняла произведения разных стилей и жанров, в частности работы таких композиторов, как А. А. Александров, А. А. Бабаджанян, М. А. Балакирев, И. С. Бах, Ф. Бузони, Л. Бетховен, А. Бородин, И. Брамс, П. Владигеров, Й. Гайдн, М. И. Глинка, Л. Годовский, Э. Григ, А. Дворжак, К. Дебюсси, С. В. Евсеев, Н. Г. Жиганов, Ю. Г. Крейн, Ф. Крейслер, Ф. Лист, А. Леман, Дж. Лойе, А. К. Лядов, Н. К. Метнер, В. А. Моцарт, С. С. Прокофьев, М. Равель, Ж.-Б. Рамо, С. В. Рахманинов, Д. Скарлатти, А. Н. Скрябин, Б. Сметана, С. Франк, А. А.Хачатурян, П. И. Чайковский, А. В. Шаверзашвили, Ф. Шопен, Д. Д. Шостакович, И. Штраус, Ф. Шуберт, Р. Шуман, Д. Энеску, Р. М. Яхин. Дубинина являлась одной из основателей Казанской пианистической школы, которую обогатила некоторыми аспектами московского академизма; её исполнения отличались одухотворённостью, высокой звуковой культурой, тонким чувством стиля. Лично знала Н. Г. Жиганова и Р. М. Яхина.
Как указывал Г. М. Кантор, Дубинина воспитала целую «дубининскую школу», из которой вышло много талантливых музыкантов, преподавателей музыкального образования различных уровней. Её педагогические принципы характеризовались развитием традиций отечественного пианизма, художественной наполненностью, содержательностью исполнения, интонационной выразительностью, бережным отношением к звуку, к ученикам и их природным данным, большой внимательностью к организации выступлений студентов со сложными циклическими программами. Значительным событием в татарской музыкальной жизни стали многоохватные концерты-монографии, даваемые воспитанниками Дубининой. Она подготовила более 120 учеников, среди которых и Ю. А. Егоров. Дубинина покровительствовала таланту Егорова и лично отвезла его в Москву, где тот был принят в консерваторию без экзаменов; в дальнейшем Егоров стал победителем конкурса имени Чайковского 1974 года, особо выделившись из всех учеников Дубининой как пианист мирового масштаба. Дубинина входила в жюри Всероссийского конкурса молодых пианистов имени Ю. А. Егорова с самого его основания, а в 2017 году на втором конкурсе получила диплом «За педагогическое мастерство».
Ирина Сергеевна Дубинина скончалась 12 января 2021 года в Казани. Ей было 97 лет. Прощание состоялось 14 января у здания Казанской консерватории, похороны прошли на Арском кладбище.

## Награды
- Медаль ордена «За заслуги перед Отечеством» II степени (29 июля 1997 года) — «за заслуги перед государством, большой вклад в укрепление дружбы и сотрудничества между народами, многолетнюю плодотворную деятельность в области культуры и искусства»[26].
- Заслуженный деятель искусств РСФСР (12 августа 1981 года) — «за заслуги в области советского музыкального искусства»[27].
- Заслуженный деятель искусств ТАССР (1970 год)[1].
- Благодарственное письмо кабинета министров Республики Татарстан (2015 год)[28].